# جان بل
جان بل (به انگلیسی: John Bell) سناتور سابق عضو حزب ویگ بود. وی در سال ۱۸۴۷ تا ۱۸۵۳ و ۱۸۵۳ تا ۱۸۵۶ و ۱۸۵۶ تا ۱۸۵۹ میلادی سناتور ایالت تنسی در سنای ایالات متحده آمریکا بود.